# بترا ماركهام
بترا ماركهام (بالإنجليزية: Petra Markham)‏ هي ممثلة بريطانية، ولدت في 17 مارس 1944 في برستبوري في المملكة المتحدة.

## وصلات خارجية
- بترا ماركهام على موقع IMDb (الإنجليزية)
- بترا ماركهام على موقع ألو سيني (الفرنسية)
- بترا ماركهام على موقع ميوزك برينز (الإنجليزية)
- بترا ماركهام على موقع أول موفي (الإنجليزية)
- بترا ماركهام على موقع قاعدة بيانات الأفلام السويدية (السويدية)
- بترا ماركهام على موقع قاعدة بيانات الفيلم (الإنجليزية)
- بترا ماركهام على موقع كينوبويسك (الروسية)